# Ереванский государственный кукольный театр имени Ованеса Туманяна
Ереванский государственный кукольный театр имени Ованеса Туманяна (арм. Երևանի պետական տիկնիկային թատրոն) — государственный кукольный театр в столице Армении городе Ереване. Носит имя армянского поэта, писателя и общественного деятеля Ованеса Туманяна. Основан в 1935 году. Расположен по адресу: проспект Саят-Новы, дом 4. Художественный руководитель театра — Рубен Бабаян.

## История
Ереванский кукольный театр был основан в 1 июня 1935 года. Небольшую труппу возглавляла Асмик Гёзалян, выпускница театральной школы-студии Сергея Образцова. Первый спектакль “Пёс и Кот” был поставлен на сцене театра 5 июля 1935 года. Первым директором театра стала Варя Степанян. В 1938 году театр получил имя Ованеса Туманяна. 
В 1950 году театр был закрыт, но в 1957 году открыт вновь.
С 1975 года театр размещается по адресу: проспект Саят-Новы, дом 4. Он занимает нижние этажи жилого дома (архитекторы Р. Айрапетян, С. Заргарян). Изначально театр был рассчитан на 375 мест. 
При театре открыт музей театральной куклы имени Павлоса Борояна.